# Aki Kuroda

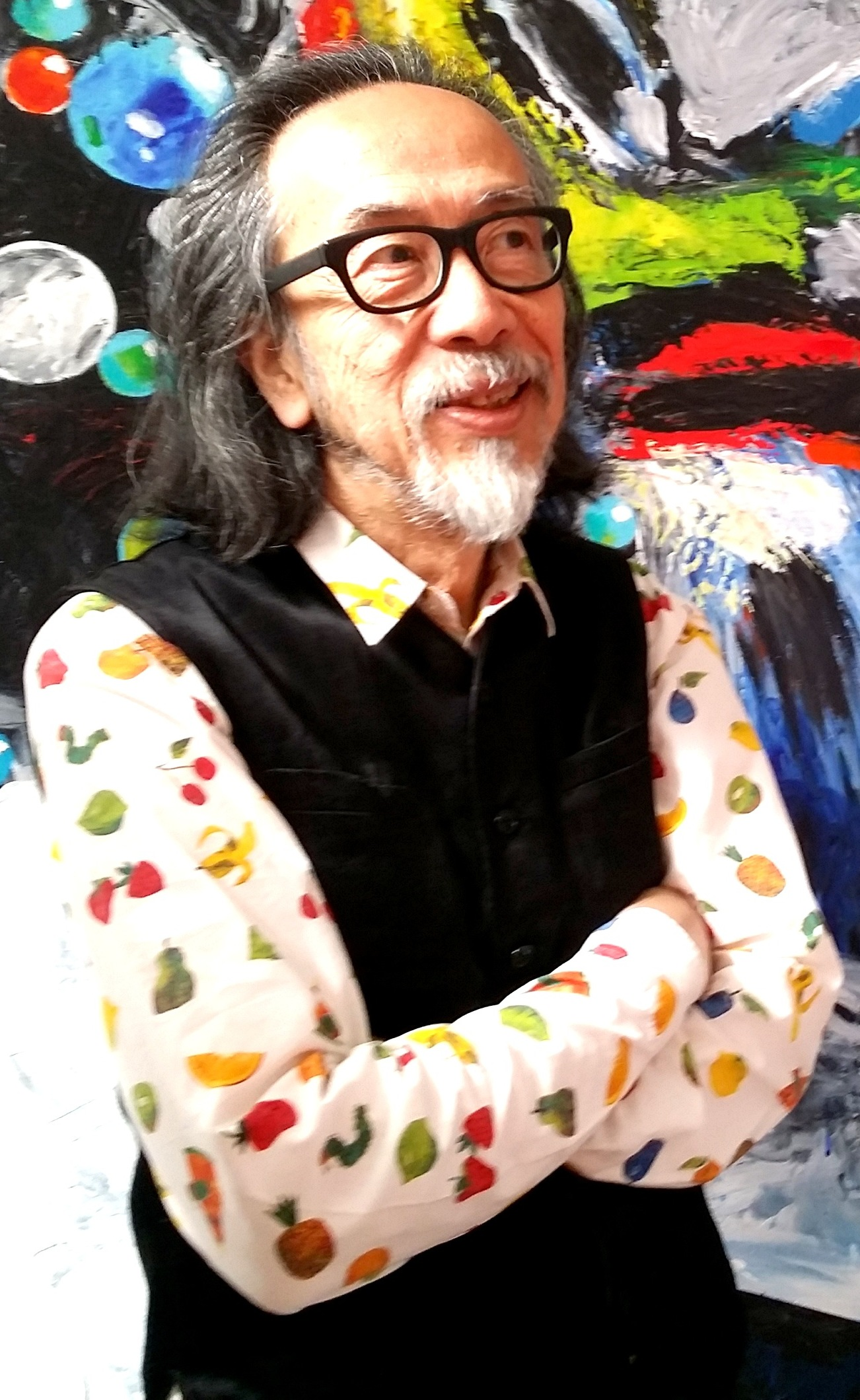
Aki Kuroda in zijn atelier

Aki Kuroda (Japans: 黒田 アキ) (Kioto, 4 oktober 1944) is een Japans beeldend kunstenaar.
Hij verhuisde in 1970 naar Parijs waar hij voortaan leefde en werkte. Hij werkt met verf, assemblages en collages en met zijn werk maakt hij verbinding tussen de Japanse en de westerse kunst. Belangrijke thema's in zijn werk zijn de kosmos, wetenschap en mythologie.
Verschillende overzichtstentoonstellingen werden al gewijd aan zijn werk, in Europa, Japan, China, de Verenigde Staten en Brazilië. In 2019 was er een tentoonstelling in het Institut Bruno Lussato in Ukkel.
- Biblioteca Nacional de España: XX1156007
- Bibliothèque nationale de France: cb149608748 (data)
- Catàleg d'autoritats de noms i títols de Catalunya: 981058612152106706
- CiNii: DA08696350
- Gemeinsame Normdatei: 118725572
- International Standard Name Identifier: 0000 0001 0775 2158
- Library of Congress Control Number: n83214266
- Bibliotheek van het Japanse parlement: 00261800
- Nationale bibliotheek van Australië: 35085488
- Nationale Bibliotheek van Israël: 987007500711905171
- Nederlandse Thesaurus van Auteursnamen: 335904475
- Réseau des bibliothèques de Suisse occidentale: 02-A003480815
- RKD-Nederlands Instituut voor Kunstgeschiedenis: 251296
- Istituto Centrale per il Catalogo Unico: VEAV064350
- Système universitaire de documentation: 030171555
- Trove: 822081
- Union List of Artist Names: 500194338
- Virtual International Authority File: 121719037
- WorldCat: E39PBJdCvDwtYjkyHgrmFRt3Qq